# Sphecosoma melissa
Sphecosoma melissa là một loài bướm đêm thuộc phân họ Arctiinae, họ Erebidae.